# Похищения Джона Фру Нди
Джон Фру Нди, лидер Камерунского социал-демократического фронта, был дважды похищен во время англоязычного кризиса. Первый инцидент был кратким и бескровным: Фру Нди несколько часов удерживали амбазонские сепаратисты, а затем отпустили в тот же день. Второе похищение было более жестоким: вооружённые люди ворвались в его дом, ранили его телохранителя в ногу и подвергли Фру Нди грубому обращению.

## Первое похищение

### Предыстория
27 апреля 2019 года Фру Нди отправился в Кумбо, чтобы присутствовать на похоронах Джозефа Банадзема, лидера парламентской группы Социал-демократического фронта. Из-за ситуации с безопасностью в этом районе губернатор Северо-Западного региона предложил Фру Нди военный эскорт для защиты от возможных сепаратистских атак. Фру Нди отказался, заявив, что появление военного конвоя только спровоцирует атаку. Местные сепаратистские ополченцы заявили, что не будут вмешиваться в похороны, при условии, что в них не будут участвовать франкоговорящие камерунцы.

### Похищение
По словам Фру Нди, встреча началась, когда вооруженные люди приблизились к его похоронной процессии в Вайнане, департамент Буи. Они сказали, что хотят поговорить с Фру Нди, и что колонна должна продолжить путь без него. Он ответил, что хотел бы поговорить с ними, но сможет в связи с обстоятельствами. Вооруженные люди сказали, что это не займет много времени, и Фру Нди согласился сопровождать их в ближайшую школу. Четверо его помощников пошли с ним, когда вооруженные люди уехали. Однако, когда вооруженные люди уехали в долину, Фру Нди стало ясно, что его на самом деле похитили.
Оказалось, что намерением боевиков было оказать давление на Фру Нди, чтобы тот отозвал всех законодателей Социал-демократического фронта из Национального собрания и Сената. Фру Нди ответил, что он этого не сделает, заявив, что бойкотировать единственный форум, где они могли бы поговорить с президентом Бийей, было бы контрпродуктивно. После того, как Фру Нди несколько раз отказался смягчиться, боевики сдались и отпустили его и его четырех помощников почти через семь часов. Фру Нди вернулся домой в Баменду невредимым.

### Последствия
Решив путешествовать без военного сопровождения, Фру Нди подверг себя опасности, но также предотвратил возможную эскалацию. После завершения инцидента Социал-демократический фронт созвал экстренное совещание.
После похищения СДФ выступил с резкой критикой в адрес правительства Камеруна. В своём заявлении они обвинили президента Бийю в потере контроля над Северо-Западным и Юго-Западным регионами в пользу ополченцев и вооруженных банд. Они утверждали, что это затруднительное положение может быть преодолено только путём инклюзивного диалога.

## Второе похищение
28 июня 2019 года в дом Фру Нди в Баменде ворвались вооруженные люди. В отличие от первого инцидента, на этот раз его избили, оскорбили и протащили по грязи. После того, как его вытащили из дома, его силой посадили в фургон и увезли в неизвестном направлении. Во время инцидента телохранитель Фру Нди был ранен в ногу и доставлен в больницу.
Проведя некоторое время в камере, Фру Нди предоставили бамбуковую кровать для сна. Несмотря на его плохое самочувствие, ему не предложили еды в ту ночь и не дали принять лекарства. На следующее утро ему предъявили ультиматум: сепаратисты потребовали, чтобы он заявил на камеру, что отзовет всех парламентариев и мэров Социал-демократического фронта в течение 24 часов. Сепаратисты утверждали, что СДФ наносит вред их делу, на что Фру Нди парировал, заявив, что партия много сделала для англоговорящих камерунцев. Он дал неопределенное обещание поговорить с политиками СДФ, а затем вернуться к сепаратистам. Сепаратисты сказали ему, что он никогда раньше не посещал их, на что он ответил, что его никогда не приглашали. Фру Нди также обвинили в том, что он приказал камерунской армии атаковать лагеря сепаратистов в окрестностях Баменды, что он категорически отрицал. В конце концов сепаратисты заставили его сфотографироваться с флагом Амбазонии, прежде чем его отвезли обратно в его резиденцию поздно ночью. Он вернулся домой с распухшей головой и травмой локтя.